# 邦戈爾
邦戈爾是乍得西南部的城市，也是東凱比河區的首府，位於洛貢河東岸，2010年人口30,518，主要出產棉花和稻米，市內設施有中央市集、機場、郵政局、醫院和行政機構辦公室。